# Ischnocoelia ferruginea
Ischnocoelia ferruginea är en stekelart som först beskrevs av Edmund Meade-Waldo 1910.
Ischnocoelia ferruginea ingår i släktet Ischnocoelia och familjen Eumenidae. Inga underarter finns listade i Catalogue of Life.